# فالثي
فالثي (بالهولندية: Valthe) هي منطقة سكنية تقع في هولندا في بورخر- أودورن. يقدر عدد سكانها بـ 1.270 نسمة .